# تريستان دينجومي
تريستان دينجومي مواليد 17 فبراير 1991 في ليز أوليس في فرنسا، هو لاعب كرة قدم فرنسي يلعب كلاعب جناح وظهير أيسر.

## روابط خارجية
- تريستان دينجومي على موقع رابطة كرة القدم الفرنسية للمحترفين (الإنجليزية)
- تريستان دينجومي على موقع قاعدة بيانات كرة القدم.إي يو (الإنجليزية)
- تريستان دينجومي على موقع ليكيب (الفرنسية)
- تريستان دينجومي على موقع Soccerway.com (الإنجليزية)
- تريستان دينجومي على موقع AS.com (الإسبانية)